# MASSIVE (logiciel)
Pour les articles homonymes, voir Massive.
MASSIVE (Multiple Agent Simulation System in Virtual Environment, littéralement « Système de simulation d'agents multiples dans un environnement virtuel ») est un logiciel utilisé pour la simulation de foules virtuelles.

## Vue d’ensemble
Développé par Stephen Regelous, la principale fonction de Massive est de permettre de créer rapidement et facilement des foules de plusieurs milliers (ou millions) d’individus, appelés agents, qui puissent agir chacun différemment en fonction de leur environnement, grâce à un système de logique floue. En fonction de ce qui se trouve à proximité de l’agent, ses mouvements et ses déplacements (préalablement capturés à l’aide de la capture de mouvement ou animé dans un logiciel tiers) se modifieront.
En plus de ces capacités en I.A., Massive offre aussi de nombreuses autres fonctions comme la simulation de vêtements ou un rendu de base. Plusieurs comportements sont disponibles pré-configurés, dont des supporters dans un stade, des émeutiers ou encore de simples passants qui marchent et discutent entre eux.

## Historique
C'est à la demande de Peter Jackson que Massive a été développé dans les studios de Weta Digital, à Wellington en Nouvelle-Zélande, par Stephen Regelous, en 1996. L’objectif était de réussir à réaliser des scènes de batailles réalistes sans avoir à diriger des milliers de figurants, pour la trilogie du Seigneur des anneaux.
Depuis, le programme a évolué en un produit complet, a été utilisé dans de nombreux autres films et Stephen Regelous dirige maintenant la compagnie Massive Software, dont la principale ressource est ce programme.

## Fonctionnement
Pour avoir une simulation réaliste de foule, ce programme est un système multi-agents qui donne une intelligence artificielle pré-programmée à chaque agent. Chacun reçoit une multitude d'actions possibles. Lors des premiers tests, chaque agent avait ordre de combattre un ennemi qu'il voyait et s'il n'en voyait pas, il devait courir jusqu'à ce qu'il en trouve ; au visionnage des tests, on remarquait qu'il y avait des agents qui couraient vers l'extérieur comme s'ils fuyaient le champ de bataille alors qu'ils cherchaient juste un ennemi.
Suivirent des tests comme celui dit de « l'homme cerveau », nom donné au seul agent capable de marcher sur un terrain fort accidenté et qui pouvait analyser le terrain autour de lui, repérer les pentes trop abruptes et ne pas y aller.

## Filmographie
Liste non exhaustive :
- World War Z
- Avengers: Endgame
- Shang-Chi et la Légende des Dix Anneaux
- Aquaman
- Thor: Ragnarok
- Avatar
- la trilogie du Seigneur des anneaux
- Kingdom of Heaven
- Les Chroniques de Narnia
- le King Kong de Peter Jackson
- Mémoires de nos pères (dont les scènes de bateaux)
- Cyclone Catégorie 7 : Tempête mondiale
- Eragon
- Resident Evil: Extinction
- Happy Feet
- La Momie : La Tombe de l'empereur Dragon
- L'Échange
- L'Incroyable Hulk (film, 2008)
- I, Robot

## Autres logiciels de foule virtuelle
- BlenderPeople est un ensemble de scripts (en langage Python) qui permettent de simuler des foules avec le logiciel libre Blender.
- Golaem Crowd est un plugin permettant de simuler des foules virtuelles avec Autodesk Maya